# Comando Cibernético de Estados Unidos
El Cibercomando de Estados Unidos, también conocido por las siglas USCC (del inglés United States Cyber Command), es un Comando Unificado de las Fuerzas Armadas de Estados Unidos bajo el mando del Departamento de Defensa de los Estados Unidos. Fue creado el 23 de junio de 2009. Su misión es el uso de técnicas informáticas con el objetivo de velar por los intereses de Estados Unidos o sus aliados. Esto incluye la protección directa de sistemas informáticos, actuaciones de respuesta rápida frente a ataques o incluso ejecutar ataques para proteger sus intereses. El Cibercomando trabaja en estrecha colaboración con la NSA. Ambos tienen su sede en el mismo sitio, Fort Meade, Maryland. Desde su fundación el director del cibercomando ha sido a la vez director de la NSA.

## Información general
El Cibercomando de Estados Unidos (USCYBERCOM) es uno de los 10 comandos unificados del departamento de defensa de los Estados Unidos creado por el secretario de Defensa de Estados Unidos Robert Gates el 23 de junio de 2009. El comando está dirigido por el director general de la Agencia de Seguridad Nacional, Gen Paul M. Nakasone. El comando asumirá la responsabilidad de diversas agencias ya existentes. La Fuerza de Tarea Conjunta de Operaciones de Red Global (JTF-GNO) y el Comando Conjunto de Componentes Funcionales para la Guerra de red (JFCC-NW) serán disueltas en octubre de 2010. La Agencia de Defensa de Sistemas de Información, donde ahora opera el JTF-GNO, prestará asistencia técnica y la garantía de la información al CYBERCOM, y moverá su cuartel general a Ft. Meade.

## Misión
"El USCYBERCOM planea, coordina, integra, sincroniza y conduce actividades para dirigir las operaciones y defender las redes de información especificadas por el Departamento de Defensa y prepararse para, cuando sea oportuno, llevar a cabo una amplia variedad de operaciones militares en el ciberespacio a fin de llevar a cabo acciones en todos los dominios, asegurar la libertad de acciones a los Estados Unidos y sus aliados en el ciberespacio e impedir lo mismo a nuestros adversarios".
El texto "9ec4c12949a4f31474f299058ce2b22a", que se encuentra en el emblema del comando y que está codificado en el algoritmo MD5, es nuestra declaración de la misión.

## Enfoque
El 23 de junio de 2009, el secretario de defensa solicitó al comandante del comando estratégico de Estados Unidos la creación del USCYBERCOM, una estructura creara creada en conjunto con el grupo de Capacidad Operacional Inicia que hasta ese momento operaba bajo las siglas (IOC).
USCYBERCOM es la estructura que  planeará, coordinará, integrará, sincronizará y llevará a cabo las actividades para: liderar la defensa diaria y proteger las redes de información del Departamento de Defensa, coordinar las operaciones del Departamento de apoyo a las misiones militares, dirigir operaciones y defensa de redes de información especificadas por el Departamento de Defensa y; prepararse para, cuando sea oportuno, llevar a cabo una gran variedad de operaciones militares ciberespaciales. El comando se encarga de agrupar los recursos ciberespaciales existentes, creando una sinergia que no existe actualmente y sincronizando los efectos del combate para defender el entorno de la seguridad de la información.

## Componentes de la Fuerza
El Cibercomando de Estados Unidos está compuesto de varias unidades, desde servicios militares que proveerán servicios conjuntos hasta el Cibercomando.
- Fuerzas Armadas del Cibercomando (Ejército)
  - Comando del ejército de red de Tecnología Empresarial / 9.º Comando del Ejército de Señal
  - Partes de 1er Comando de Operaciones de Información (Tierra)
  - Comando de Inteligencia y Seguridad del Ejército de Estados Unidos estará bajo el control operacional del ARFORCYBER para acciones relacionadas con el ciberespacio.[12][13][14]
- Flota del Comando Cibernético / Décima Flota de Estados Unidos (Armada)[15][16]
  - Red de Mando de Guerra Naval
  - Comando de ciberoperaciones defensivas de la Armada
  - Comando de operaciones de información de la Armada
  - Fuerzas de Tarea Conjunta
- 24a Fuerza Aérea (Fuerza Aérea)[17]
  - 67a Ala de red de guerra
  - 668o Ala de Operaciones de Información
  - 689a Ala de Comunicaciones de Combate
- Comando Ciberespacial de las Fuerzas de Infantería de Marina (Cuerpo de Marines)[18]

## Ubicación y liderazgo
El Cibercomando de Estados Unidos se encuentra en Fort Meade en Maryland. El Senador Barbara Mikulski propuso esta ubicación.
En mayo de 2010, el General Keith Alexander, el comandante aceptado del Cibercomando de Estados Unidos esbozó su punto de vista en un informe para el Comité de Estados Unidos de los Servicios Armados:

"Mi punto de vista es que el único camino para contrarrestar tanto el espionaje como las actividades criminales en la red es siendo proactivos. Si los Estados Unidos está tomando una aproximación formal a este asunto, es algo bueno. Los chinos son la principal fuente de la mayoria de ataques de las infraestructuras del oeste y recientemente, el sistema de suministro eléctrico de Estados Unidos. Si se determina que esto fue un ataque organizado, me gustaría eliminar el origen de esos ataques. El único problema es que Internet, por su naturaleza, no tiene fronteras y si los Estados Unidos asume el mando de la policía mundial, esto no podría funcionar tan bien. "

El general Alexander fue propuesto para General y se hizo cargo del Cibercomando de Estados Unidos en una ceremonia en Fort Meade a la que asistieron el Comandante del Comando Central de Estados Unidos, el General David Petraeus, y el Secretario de Defensa Robert M. Gates., el mayor general Suzanne M. "Zan" Vautrinot, director de Planes y Política del Cibercomando de Estados Unidos, responsable del desarrollo y coordinación de las cuestiones relacionadas con las políticas, doctrinas, organización, capacidades y requerimientos de las operaciones ciberespaciales.

## Preocupaciones
Existen preocupaciones de que El Pentágono y la Agencia de Seguridad Nacional (NSA) cubrirá cualquier esfuerzo civil sobre la ciberdefensa. también hay preocupaciones sobre si el comando ayudara a los esfuerzos de ciberdefensa por parte de civiles. De acuerdo con el Subsecretario de Defensa William J. Lynn, el comando "liderará la defensa del día a día y protegerá todas las redes del Departamento de Defensa. Será responsable de las redes del Departamento - los dominios .mil. Responsable de redes civiles federales – .gov – permanece con el Departamento de Seguridad Nacional, y así es como debería ser."
Algunos líderes militares reclaman que las culturas actuales del Ejército, la Armada y las Fuerzas aéreas son incompatibles con esto de guerras cibernéticas, y han sugerido una cuarta rama de las fuerzas armadas, una rama de ciberguerra. El teniente coronel Gregory Conti y el Coronel John "Buck" Surdu (jefe del personal del Comando de Ingeniería, Desarrollo y Investigación de Estados Unidos) declararon que los tres principales servicios están "correctamente posicionados para luchar con guerras cibernéticas, y que sus valiosas habilidades como la puntería, resistencia física, la habilidad para saltar desde aviones y liderar unidades de combate bajo fuego enemigo. "Lamentablemente," los dos oficiales escriben, "estas habilidades son irrelevantes para la guerra ciberespacial." La pericia técnica no es altamente valorada en los tres servicios. Basta mirar los uniformes: no hay decoraciones o placas reconociendo la pericia técnica, apuntan los oficiales. Estos oficiales sugieren que "Últimamente, el papel de luchar y ganar en el ciberespacio es una misión militar, que requiere una organización militar - una que puede reclutar, entrenar y conservar combatientes ciberespaciales altamente cualificados."
Conti y Surdu razonan: "Añadir una eficiente y efectiva ciber rama junto con el Ejército, la Armada y las Fuerzas Aéreas daría a nuestra nación las capacidades para defender nuestras infraestructuras tecnológicas y llevar a cabo operaciones ofensivas. Tal vez sea más importante, la existencia de esta capacidad serviría como un fuerte poder disuasorio para nuestros enemigos."
En respuesta a las preocupaciones sobre los derechos militares a responder a ciberataques, el General Alexander declara que "Los Estados Unidos deben devolver el fuego a los ciberatacantes rápida y fuertemente y deben actuar para contrarrestar o inhabilitar una amenaza aunque la identidad del atacante sea desconocida. " antes de su audiencia frente al Congreso de los Estados Unidos. Esto vino como respuesta a los incidentes como una operación en 2008 para acabar con un administrador extremista del gobierno en Arabia Saudí.
"El nuevo Cibercomando de Estados Unidos necesita alcanzar un equilibrio entre la protección de activos militares y privacidad personal." declaró Alexander, en un comunicado del Departamento de Defensa. Si se confirma, Alexander dijo que su principal objetivo será la construcción de capacidad y habilidad para proteger las redes y educar al público sobre la intención del comando.
"Este comando no trata sobre el esfuerzo de militarizar el ciberespacio," dijo. "Más bien, es sobre salvaguardar nuestros activos militares."

## Efecto
La creación del Cibercomando de Estados Unidos parece haber motivado a otros países en este tema. En diciembre de 2009, Corea del Sur anunció la creación de un Comando de Guerra Cibernética. Al parecer en respuesta a la creación por parte de Corea del Norte de su propia Unidad de Guerra cibernética. Además,, la agencia de inteligencia británica GCHQ ha iniciado la preparación de una ciber-fuerza. Y el reciente cambio en el interés en Guerra Informática ha motivado la creación del primer Centro de Inteligencia de Ciberguerra de Estados Unidos.